# هيلين مانينغ
هيلين مانينغ (بالإنجليزية: Helen Manning) هي كاتِبة أمريكية، ولدت في 24 سبتمبر 1919، وتوفيت في 25 يناير 2008.